# Świadectwo

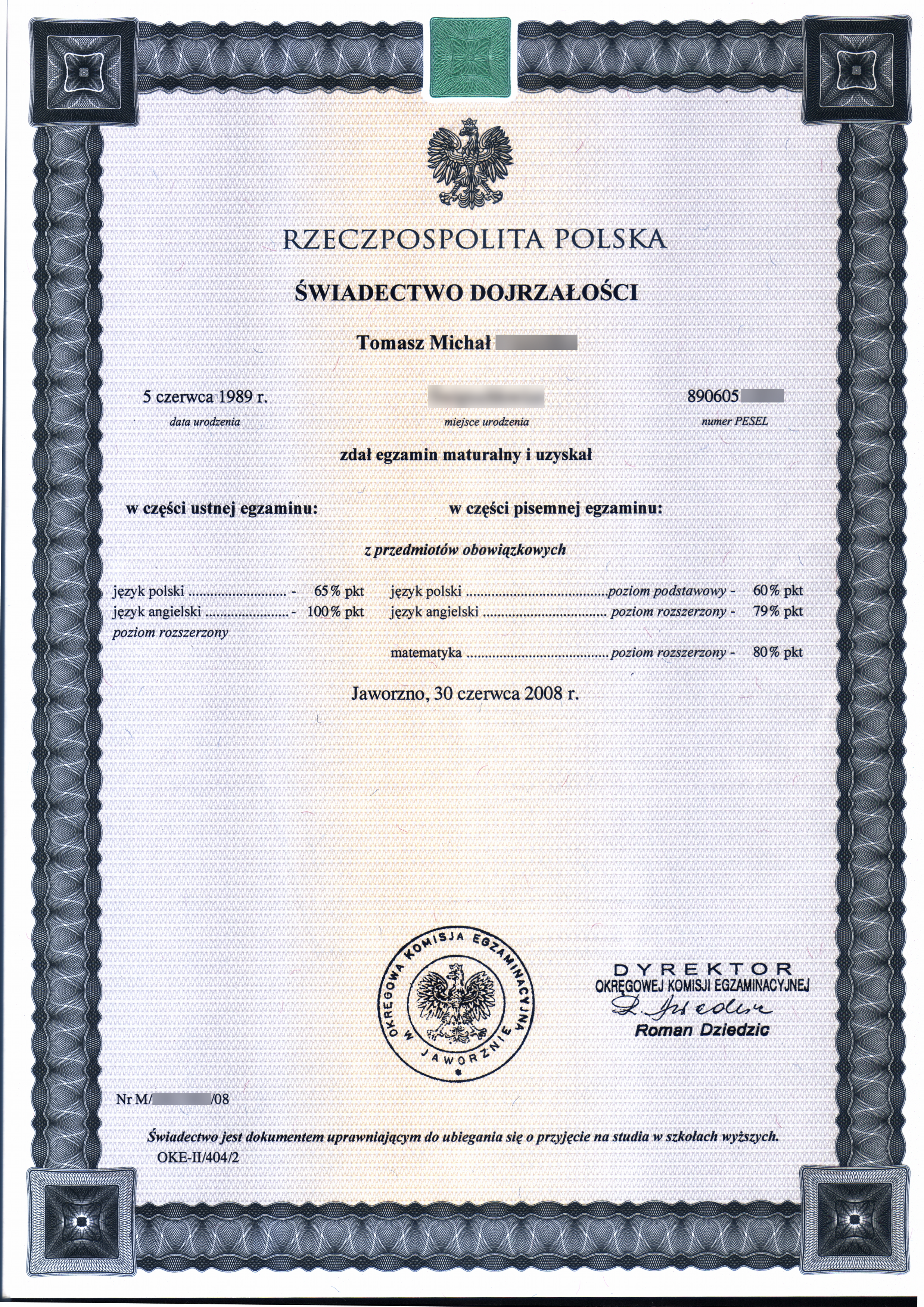
Świadectwo maturalne

Świadectwo (także: certyfikat, dyplom, zaświadczenie, akt) – zwykle oficjalny dokument poświadczający jakiś fakt lub fakty. Na przykład akt urodzenia lub śmierci stwierdza podstawowe dane dotyczące faktów, że dana osoba urodziła się, żyje lub zmarła (zwykle zawiera też dane o dacie i miejscu urodzenia lub śmierci, obywatelstwie itp.). Świadectwo (zwłaszcza szkolne) może także potwierdzać wykształcenie, kwalifikacje lub stopień wyszkolenia danej osoby, odbyte kursy i zdane testy oraz oceny otrzymane w czasie tych egzaminów.
W szerszym znaczeniu świadectwo jest to czyjaś wypowiedź poświadczająca pewien fakt bezpośrednio zaobserwowany.